# Ansley Johnson Coale
Ansley Johnson Coale   (Baltimore, 14 de novembre de 1917 - Newtown, 5 de novembre de 2002) fou un destacat demògraf nord-americà.
Professor de demografia a la Universitat de Princeton des del 1947 va escriure més de 125 llibres i articles referents a diversos temes de demografia.
De 1977 a 1981 va ser president de la Unió Internacional per a l'estudi científic de la població (IUSSP)
Establí diversos models demogràfics i índexs de fecunditat que permeten aprofundir en l'anàlisi demogràfica històrica de les poblacions.
Està influenciat pel corrent anomenat transició demogràfica.

## Obra destacada
- Population Growth and Economic Development in Low-Income Countries (1958), en col·laboració amb Edgar Hoover.
- Regional Model Life Tables and Stable Populations (1966), en col·laboració amb Paul Demeny.
- The Population of the Soviet Union (1946)
- The Decline of Fertility in Europe from the French Revolution to World War II (1970)
- A General Model for Analyzing the Effect of Nuptiality on Fertility (1982).